# Camp Douglas, Wisconsin
Camp Douglas là một làng thuộc quận Juneau, tiểu bang Wisconsin, Hoa Kỳ. Năm 2006, dân số của làng này là 592 người.